# Trébede (construcción)

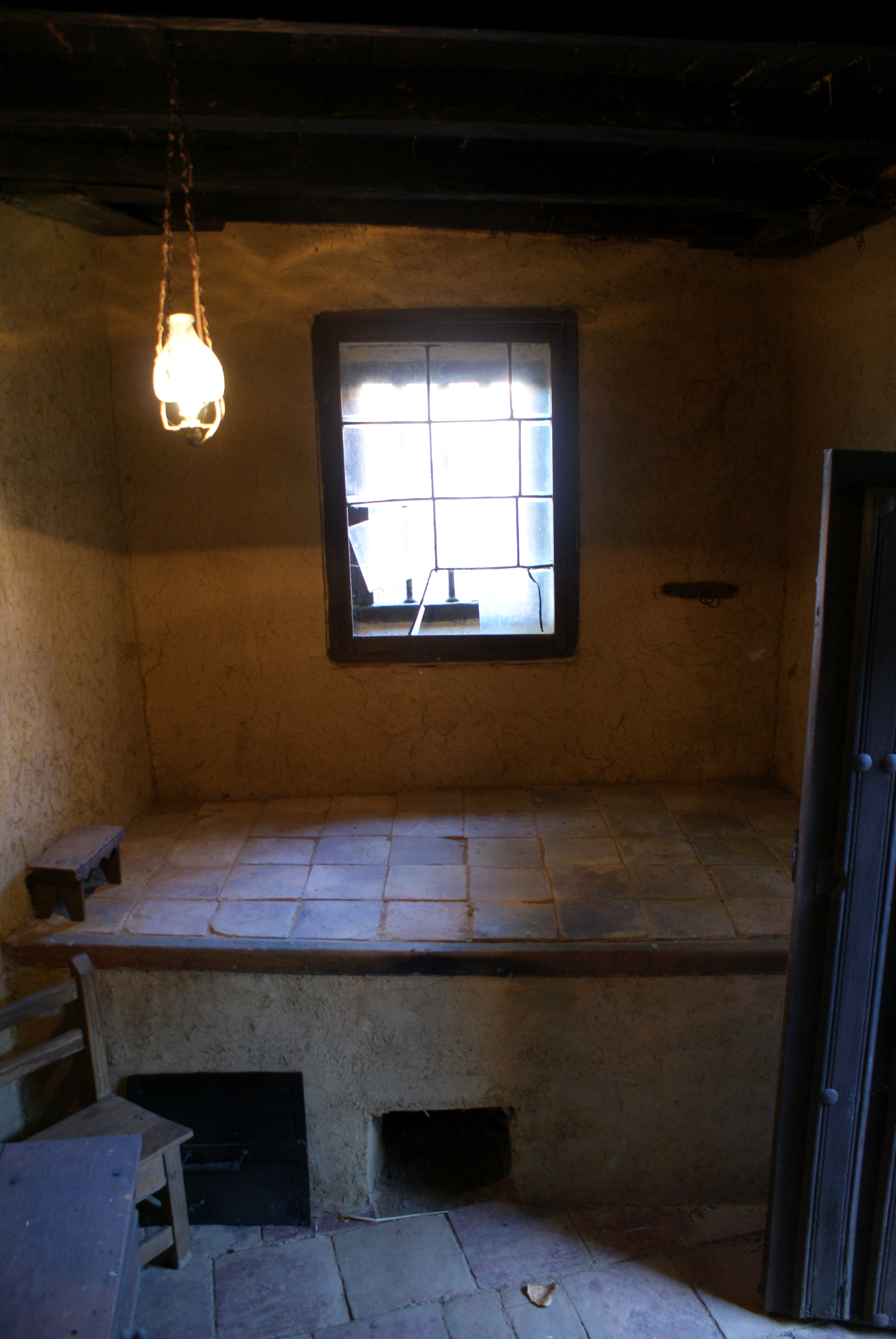
Trébede ubicada en "Casa de San Martín" en Cervatos de la Cueza (provincia de Palencia, España).

La trébede es una estructura utilizada en Tierra de Campos (Castilla y León) como combinación de cocina y sistema de calefacción, también utilizada como asiento o lecho. Se trata de un sistema semejante a la gloria pero más económico, con la apertura de alimentación del combustible en la propia estancia calefactada, al contrario que la primera; ambos sistemas han sido comúnmente confundidos y apelados indistintamente como "gloria" o como "trébede".
Consiste en una plataforma elevada una cierta altura sobre el suelo, construida en adobe y recubierta de baldosas, creando una cavidad alimentada por una lumbre utilizada también para cocinar. Ubicada en la habitación principal de la vivienda, constituía el lugar de reunión de la familia.
Durante los días cálidos de verano, podían mantenerse abiertos los tiros y las chimeneas para permitir la circulación del aire por debajo de los pavimentos, mejorando el confort térmico del espacio ocupado.
Este sistema es semejante a ciertos sistemas de calefacción tradicionales chino, Kang, y coreano, Ondol; así como a sistemas utilizados en zonas de Rusia y Alaska.

## Etimología
Del latín tripĕdis (‘trípode’), su nombre deriva de la analogía con el sistema homónimo destinado a la cocción o calentamiento de los alimentos (trébede).